# Росичка обыкновенная
Роси́чка обыкнове́нная (лат. Digitária ischaémum) — вид травянистых растений рода Росичка (Digitaria) семейства Злаки (Poaceae), распространённый в Евразии.

## Ботаническое описание
Однолетнее травянистое растение, гладкое, с разветвлённым при основании стеблем, дающим значительное число коленчато-приподнимающихся или распростёртых ветвей 5—50 см длиной и ¼—1 мм толщиной. Листья ланцетовидные или линейно-ланцетовидные, 1—6 см длиной и 1—4 мм шириной, вместе с влагалищами гладкие; язычок короткий, 1—2 мм длиной, тупой.
Соцветие состоит из пальчато расположенных на верхушке стебля 2—5, чаще 3 ветвей 1,5—6 см длиной и 1—2 мм шириной, которые сильно сплюснутые, с тонкими крылатыми краями, в середине как бы с толстой жилкой. Колоски сидят прижатыми на одной плоской стороне их, прикрепляясь к срединной утолщенной части при помощи цветоносов, сидящих пучками по 3, реже по 2 вместе, на расстоянии 2—3 мм друг от друга. В каждом пучке они неравные: один из них очень короткий (¼—½ мм длиной), другой 1—1,5 мм и третий, самый длинный, 2—3 мм. Колоски эллиптически-яйцевидные, коротко-пушистые, фиолетовые или зеленоватые, около 2 мм длиной и ¾—1 мм шириной. Колосковых чешуек обычно не бывает, прицветная чешуйка бесполого цветка травянистая, одинаковой длины с кожистой и глянцевитой тёмно-бурой наружной прицветной чешуйкой обоеполого цветка.

## Синонимы
- Digitaria asiatica Tzvelev — Росичка азиатская
- Digitaria glabra (Schrad.) P.Beauv.
- Digitaria humifusa Pers.
- Digitaria linearis (Krock.) Crép. — Росичка линейная
- Digitaria paspaliformis J.Woods
- Digitaria procumbens Steud.
- Panicum arenarium M.Bieb.
- Panicum distichum Gaudich. ex Steud.
- Panicum elegans Heuff.
- Panicum glabrum (Schrad.) Gaudin
- Panicum humifusum (Pers.) Kunth
- Panicum ischaemum Schreb.basionym
- Panicum lineare Krock. — Просо линейноколосое
- Paspalum humifusum (Pers.) Poir.
- Sanguinaria humifusa (Pers.) Bubani
- Syntherisma glabra Schrad.
- Syntherisma humifusa (Pers.) Rydb.
- Syntherisma ischaemum (Schreb.) Nash